# التهرب من الخدمة العسكرية في حرب فيتنام
كان التهرب من الخدمة العسكرية ممارسة شائعة في الولايات المتحدة وأستراليا. وكان تجنب الالتحاق بالخدمة العسكرية يحدث عن نحو كبير حتى قبل أن تنخرط الولايات المتحدة بقوة في حرب فيتنام. كانت جماعة طفرة المواليد الضخمة قد سهلت حدوث زيادة حادة في عدد الإعفاءات والتأجيلات، ولا سيما لطلاب وخريجي الجامعات. وبحسب باحث دراسات السلام والصراع ديفيد كورترايت، فإن ما يزيد عن نصف الـ27 مليون رجل المؤهلين للخدمة العسكرية كانوا قد مُنحوا تأجيلات أو إعفاءات أو كانوا قد استُبعدوا أثناء حرب فيتنام.

## التهرب من الخدمة العسكرية في أستراليا والولايات المتحدة

### الأهمية
كان عدد مقاومي التجنيد في الولايات المتحدة كبيرًا. وبحسب كورترايت، «من بين الملايين ممن ]رفضوا[ تميز الآلاف ممن قاوموا نظام التجنيد الإجباري وعارضوا الحرب بصورة فاعلة». في عام 1970 أفاد رئيس فريق العمليات الخاص بالرئيس ريتشارد نيكسون بشأن الجيش المؤلف بأكمله من قوات متطوعة أن عدد المقاومين «كان في تزايد ينذر بالخطر» وأن الحكومة كانت «شبه عاجزة عن القبض عليهم ومحاكمتهم». من المعروف الآن أن نحو 570 ألف شاب كانوا قد صُنفوا خلال حقبة فيتنام كمرتكبي جنايات تتعلق بالتجنيد، ووُجهت رسميًا تهم بانتهاكات تتعلق بالتجنيد ضد نحو 210 ألف شاب، وبالرغم من ذلك لك يُدن سوى 8,750 منهم ولم يسجن سوى 3,250. أحرق بعض المؤهلين للتجنيد بطاقات التجنيد علانية، إلا أن وزارة العدل لم توجه اتهامات سوى ضد 50 مؤهلٍ فحسب، أدين من بينهم 40. 
في عام 1964، أقرت أستراليا قانون تجنيد لإرسال جنودها إلى فيتنام. منذ عام 1966 حتى عام 1968 تنامت في أستراليا قوة من رافضي الخدمة العسكرية وبحلول عام 1967 نالت شعبية علنية مع تنامي حركة الاحتجاج. نُظمت حملات إعلامية من قبل منظمات مثل منظمة طلاب من أجل مجتمع ديمقراطي ومنظمة أنقذوا أبناءنا بهدف نشر معلومات حول كيفية التهرب من الخدمة العسكرية.

### الاستمالة للتهرب
مع تزايد قوة الجيش الأمريكي في فيتنام، سعى بعض الشبان إلى التهرب من الخدمة العسكرية من خلال التجنيد الاستباقي في القوات العسكرية التي كان من غير المرجح أن تخوض قتالًا في فيتنام. على سبيل المثال، يقول باحثا التجنيد الإجباري لورانس باسكير وويليام ستراوس أن حرس السواحل الأمريكي كان يوفي بذلك الغرض، ولو أنهما أشارا إلى أن حرس السواحل كان ملزمًا بالحفاظ على جهوزيته للقتال في فيتنام، وأن بعض أفراد حرس السواحل أدوا خدمتهم هناك وقُتلوا. وبالمثل، كان البعض ينظر إلى الحرس الوطني في حقبة فيتنام كوسيلة لتجنب القتال في فيتنام، على الرغم من أنه لم تكن هناك أي ضمانة لذلك: إذ أُرسل نحو 15000 من مقاتلي الحرس الوطني إلى فيتنام قبل أن تبدأ بوادر نهاية الحرب.

### استشارات التهرب
سعى شبان آخرون إلى التهرب من التجنيد عن طريق تجنب أي التزام عسكري أو مقاومته. ونالوا دعمًا في هذا الشأن من قبل بعض شخصيات ثقافة الستينيات المضادة. في عام 1965 تحايلت أغنية المغني فيل أوتشس «درافت دودجر راغ» على القوانين التي تحظر استشارات التهرب عبر هجاء يطرح قائمة إرشادية لتأجيلات متاحة: تمزق الطحال وضعف النظر وقدم مسطحة والربو وغيرها.
سخر المغني الشعبي أرلو غوثري من مفارقة السعي وراء تأجيل بتصرفات مجنونة في أغنيته «أليسز ريسترانت»: «قلت، 'أريد أن أقتل! أقتل! أريد أكل جثث محروقة' وقال الرقيب، 'أنت ابننا'!». شارك تولي كوبغربرغ، عضو فرقة ذا فوغز، في تأليف كتاب 1001 طريقة للتغلب على التجنيد. أيد الكتاب وسائل مثل الوصول إلى مجلس إدارة التجنيد بحفاضات الأطفال. نصٌ آخر ذو صلة بالرجال في سن التجنيد كان رواية جولز فايفر الكرتونية من خمسينيات القرن الماضي مونرو، التي أُنتجت كفيلم قصير في وقت لاحق، والتي يُجند فيها عن طريق الخطأ طفل يبلغ من العمر أربع سنوات.
كانت مجموعات استشارة التجنيد مصدرًا آخر لدعم المتهربين المحتملين من التجنيد. كانت العديد من هذه الجماعات نشطة خلال الحرب. كان بعضها مرتبطًا بجماعات وطنية، مثل لجنة أمريكا لخدمات الأصدقاء وطلاب من أجل مجتمع ديمقراطي، وكان بعضها الآخر تجمعات أكاديمية مؤقتة أو جماعات أهلية. عمل العديد من الأفراد المدربين تدريبًا خاصًا كمستشارين لمثل هذه المجموعات.

### مقاومة عامة
إلى جانب مجموعات استشارة التجنيد، ظهرت حركة كبيرة مقاومة للتجنيد. لعبت فيها دورًا بارزًا منظمة طلاب من أجل مجتمع ديمقراطي، وأيضًا رابطة مقاومي الحرب و«الاتحاد الوطني للسود المناهضين للحرب والتجنيد» التابع للجنة التنسيق الطلابية اللاعنفية، وجماعات أخرى. يقول كثيرون إن حركة مقاومة التجنيد كانت تحت قيادة منظمة تدعى المقاومة. كانت قد أُسست من قبل ديفيد هاريس وآخرين في منطقة خليج سان فرانسيسكو في مارس من عام 1967، وسرعان ما انتشرت على الصعيد الوطني. كانت شارة المنظمة الحرف اليوناني أوميغا، Ω ، رمز الأوم- وحدة المقاومة الكهربائية. أحرق أعضاء منظمة المقاومة بطاقات التجنيد الخاصة بهم علانية أو رفضوا أن يسجَّلوا في التجنيد. أودع أعضاء آخرون بطاقاتهم في صناديق في تواريخ محددة ثم أرسلوها بالبريد إلى الحكومة. كانوا قد جُندوا آنذاك، فرفضوا ذلك وخاضوا قضاياهم في المحاكم الفيدرالية. كان مقاومو التجنيد هؤلاء يأملون أن عصيانهم المدني العام سيساعد في إنهاء الحرب والتجنيد. ذهب العديد من الشباب إلى سجن فيدرالي بصفتهم جزءًا من هذه الحركة. وبحسب كورترايت، كانت حركة مقاومة التجنيد في طليعة حركة مناهضة الحرب في عامي 1967 و1968.
بعد الحرب، كتب بعض المتهربين من التجنيد ممن بقيوا في الولايات المتحدة مذكراتهم. كان من بين هؤلاء مذكرات ديفيد هاريس الأحلام تموت ببطء (1982) ومذكرات ديفيد ميلر لم أكن أعلم أن الله جعل هونكي تونك شيوعيين (2001) ومذكرات جيري إلمر مجرم من اجل السلام (2005) ومذكرات بروس دانسيز مقاوم (2014). كان هاريس أحد منظمي مناهضة التجنيد الذين سجنوا بسبب قناعاتهم (وتزوج لمدة قصيرة المغنية الشعبية جوان بيز) وكان ميلر أول من حرق بطاقة تجنيده علانية من بين رافضي حرب فيتنام (وقد أصبح في وقت لاحق شريكًا للمعلمة الروحية ستارهوك)، ورفض إلمر أن يسجَّل في التجنيد وأتلف ملفات مجلس التجنيد في عدة مواقع، وقاد فرانسيز الفرع الأضخم من منظمة طلاب من أجل مجتمع ديمقراطي (فرع جامعة كورنل) قبل أن يُسجن لتمزيقه علانية بطاقة تجنيده وإعادته إياها إلى مجلس تجنيده. يعبّر هاريس على وجه التحديد عن إعادة نظر في مواقفه حول بعض جوانب الحركة التي كان جزءًا منها.

## الهجرة الأمريكية إلى كندا وأماكن أخرى

### الشعبية
تؤكد المؤرخة الكندية جيسيكا كوايرز أن عدد المتهربين من التجنيد الأمريكيين القادمين إلى كندا كان «مجرد جزء بسيط» من أولئك الذين قاوموا حرب فيتنام، وبحسب كتاب أصدره عام 1978 أعضاء سابقون في مجلس الرحمة الخاص بالرئيس جيرالد فورد، وُجهت تهم جنايات تتعلق بالتجنيد إلى 210 ألف أمريكي وغادر البلاد 30 ألفًا. في الآونة الأخيرة، قدّر الباحث في دراسات السلام ديفيد كورترايت أن ما بين 60 ألف و100 ألف كانوا قد غادروا الولايات المتحدة، بصورة رئيسية نحو كندا أو السويد.